# شنل و خنجر (کمیک)
شنل با نام اصلی تایرون «تای» جانسون و خنجر با نام اصلی تندی بوون (به انگلیسی: Cloak and Dagger) عنوان دو شخصیت خیالی و ابرقهرمان در کتاب‌های کامیک منتشر شده توسط مارول کامیکس است. این شخصیت‌ها به دست بیل مانتلو و اد هانیگان خلق شده‌اند و برای اولین بار در پیتر پارکر، مرد-عنکبوتی تماشایی شماره ۶۴ام (مارس ۱۹۸۲) معرفی شدند.
آن‌ها که قدرت‌هایشان شامل دورنوردی، لمس ناپذیری، متصل شدن به «بُعد نیروی تاریک» (شنل) و ایجاد «خنجر» از نور، پاکسازی اعتیاد از مردم، بهبود دادن به کمک خنجرهای نوری (خنجر) می‌شود، عضو گروه‌هایی همچون مردان ایکس، مردان ایکس تاریک، انتقام‌جویان مخفی، جنگجویان جدید (خنجر)، دختران فراری، مدافعان مخفی و شوالیه‌های مارول (خنجر) هستند. در آوریل ۲۰۱۶، تلویزیون مارول اعلام کرد این دو شخصیت قرار است در مجموعه تلویزیونی مختص به خود، با هنرنمایی اولیویا هولت و اوبری ژوزف در نقش‌های جانسون و بوون حضور پیدا کنند.